# 火星兵団
『火星兵団』（かせいへいだん）は、昭和14年（1939年）から15年（1940年）にかけて『大阪毎日新聞』及び『東京日日新聞』の小学生向け新聞で海野十三によって発表されたSF小説。地球の侵略を企む火星人「丸木」と「千二少年」を中心に物語は進む。敗戦後まもない昭和23年（1948年）に高志書房から再版された際には「戦争を連想させる題名および本文記述は好ましくない」との配慮から『火星魔』（かせいま）と改題され、内容の一部が改訂されている。

## あらすじ
千葉県に住む友永千二少年は、火の玉が近所に落下したのを見に行き、そこで怪人物「丸木」と出会う。丸木は千二少年を連れて銀座まで徒歩で、汽車よりも速い人間離れしたスピードで移動、薬屋でボロンを手に入れようとするが、お金を持っていないため断られる。丸木はワニ革のハンドバッグを持っていた若い女性タイピストを殴って殺して現金を奪い、すでに閉店していた薬屋のシャッターを開けて薬を奪う。取り残された千二少年は警視庁に逮捕されてしまう。警視庁の留置場に入れられた千二少年は、丸木によって脱獄する。桜田門から日比谷公園まで歩いてきた千二少年は、丸木の運転する自動車に乗り込む。その後、パトカーの追跡を受けて車は芝公園の森の出口での検問を突破し、高さ7、80メートルもある麻布の崖下に転落、2人は生死不明となってしまう。
有名な天文学者であった蟻田博士はラジオ番組で火星兵団について発言をしたため、マッドサイエンティスト扱いされてしまい、精神病院に一時入れられてしまう。その後退院した蟻田博士は新田先生に、翌年の4月4日13時13分13秒にモロー彗星が地球に衝突する、と驚くべき事実を明らかにする。

## 主な登場人物
友永千二千葉県の村に住む主人公の少年、成田町（現成田市）で新田先生と写真を撮ってもらったことがある。
丸木謎の怪人物、正体は火星人。人間狩りをして奴隷として地球人を火星に連れて行くことを目的としている。千二少年にだけは優しい面を見せる。
友永千蔵千二の父親。火柱を見て大怪我を負い、人事不省になる。
蟻田博士有名な天文学者。元某大学名誉教授。麻布にある自宅の地下に、以前火星に行ったときに救出したロロ公爵とルル公爵を匿っている。火星兵団に対抗するための十号ガス、宇宙船を密かに開発していた。
新田先生蟻田博士に師事したことがあり、千二を教えたことのある理科の先生。大阪帝国大学工学部の聴講生となっていた。専攻分野はロケット。
大江山課長警視庁の捜査課長。警視。火星人の人間狩りに対して部下を指揮して立ち向かうが歯が立たず、自ら死を覚悟して戦いを決意する。
佐々大江山課長の部下の刑事。ライスカレーが好物。ジャワ島、スマトラ島、セレベス島、ボルネオ島（当時オランダ領東インド）に出張し大量のカレー粉を持ち帰る。火星のボート（ロケット）を乗っ取るがロケットは自動操縦で火星へと飛び立ってしまう。
ロロ公爵蟻田博士によって保護されている火星人
ルル公爵蟻田博士によって保護されている火星人
女王ラーラロロ公爵とルル公爵の母親。反乱がおき殺されている。
ペペ王ラーラが殺されたのちの火星王。
テーラー博士ウィルソン山天文台の世界第一人者の天文学者、物語時は故人。
リーズ卿王立天文学会長
フンク博士ドイツ国防省天文気象局長
ピート大尉アメリカの最も優れたパイロットの1人。彗星衝突から逃れるための火星への脱出ロケットを操縦するが･･･。

## 主な登場メカ
ロケット
作品が書かれた当時は夢であった宇宙航行の為の乗り物。火星人が使用するものは「火星ボート」と呼ばれる。
ロボット
火星人が地球上の気圧や重力に抵抗する為に作った歩行機械。円柱形の胴体に2本の脚と2本の腕が取り付けられ、胴体の上には球形の頭部があり、形状も大きさもほぼ人間に近い。火星人はこの機械の胴体内部に入り、操縦して地球上を歩き回る。作中では「ロボット」と表現されているが、現在の概念でいう「パワードスーツ」のようなものである。丸木だけは特に精巧に作られた人間そっくりの専用機に乗り、その上に帽子、サングラス、マントなどを着せて地球人になりすましている。
電気帽
火星人が地球人を洗脳・操縦する為に開発した特殊なヘッドギア。千二少年がこれをかぶせられ、一時まともな人格を失いかけた。
大空艇
蟻田博士が極秘に製作した大型飛行艇。大気圏離脱機能を持ち、そのまま宇宙を航行出来る。主動力機関は「原子弾エンジン」と呼ばれる原子力機関の一種。しかし、在り合わせの材料で作られている部分もあり、冷却水路の一部がゴム管であるため、ときどき故障する。